# ČD Cargo
ČD Cargo, a.s. (VKM: ČDC) je český železniční dopravce, který se zabývá nákladní dopravou. Tato společnost je dceřinou společností Českých drah, které vlastní 100 % akcií. Společnost vznikla 1. prosince 2007. K zajištění provozu má k dispozici více než 900 hnacích vozidel a více než 24,5 tisíc nákladních vozů. Z hlediska přepravených tun zboží patří mezi pět největších nákladních železničních dopravců v Evropské unii. Společnost zaměstnává přibližně 6 500 zaměstnanců v Česku a prostřednictvím dceřiných společností působí po celé Evropě.

## Historie
Společnost byla založena 31. října 2007 na základě usnesení vlády ČR č. 848 ze dne 25. července 2007 a vznikla zápisem do obchodního rejstříku dne 1. prosince 2007.
Vyčleněním aktivit spojených s provozováním nákladní drážní dopravy od Českých drah a. s. byla celkem převedena třetina všech lokomotiv Českých drah, všech 32 000 nákladních vozů, část dep kolejových vozidel a asi 13 000 z původních asi 55 000 zaměstnanců Českých drah. Dále byly do ČD Cargo převedeny také majetkové podíly Českých drah v některých společnostech, které se tak staly dceřinými společnostmi ČD Cargo.
Vláda jednala v letech 2007–2008 o propojení ČD Cargo se slovenským dopravcem Železničná spoločnosť Cargo Slovakia. K dohodě však nedošlo z důvodu rozdílného pohledu obou stran na majetkové podíly a případnou privatizaci takto vzniklé společnosti. V roce 2010 byly plány na spojení se zahraničními společnostmi obnoveny. V roce 2010 také proběhla jednání o spojení s polským dopravcem PKP Cargo.
V roce 2022 bylo ČD Cargo držitelem všech potřebných oprávnění k provozu v České republice, v Německu a Rakousku a prostřednictvím dceřiných společností i v Polsku, na Slovensku, v Maďarsku a Chorvatsku.

## Modernizace lokomotivního parku
Park hnacích vozidel společnosti ČD Cargo tvoří více než 850 lokomotiv zastoupených v 37 typových řadách. Zhruba z jedné poloviny jde o dieselové lokomotivy, druhá polovina lokomotiv je elektrických, částečně interoperabilních. Při svém vzniku byly do společnosti začleněny hnací vozidla používaná již v té době zejména k přepravám nákladních vlaků nebo vozidla, která svými technickými vlastnostmi pro účely osobní přepravy nevyhovovala. Z té první skupiny se jednalo zejména o stroje řad 121, 122, 123, 181, 182 a 771.[zdroj?]
Prvními modernizovanými lokomotivami ČD Cargo se staly stroje 753.7. V polovině roku 2008 byla s firmou CZ LOKO podepsána smlouva na modernizaci třiceti již nepotřebných a vesměs zrušených „brejlovců“ řad 750, 752 a 753. Po uplynutí krátké doby necelých pěti měsíců vyjela z bran výrobního závodu první modernizovaná lokomotiva 753.751. V roce 2015 prošlo sedm lokomotiv úpravami pro provoz v Polsku, a tak je dnes můžeme vidět i za našimi severními hranicemi.[zdroj?]
K dopravě nákladních vlaků mezi Českem a Polskem bylo v roce 2009 upraveno pět lokomotiv řady 130 schválených pro provoz v Polsku. Lokomotivy jsou nyní[kdy?] využívány dceřinou společností CD Cargo Poland.[zdroj?]

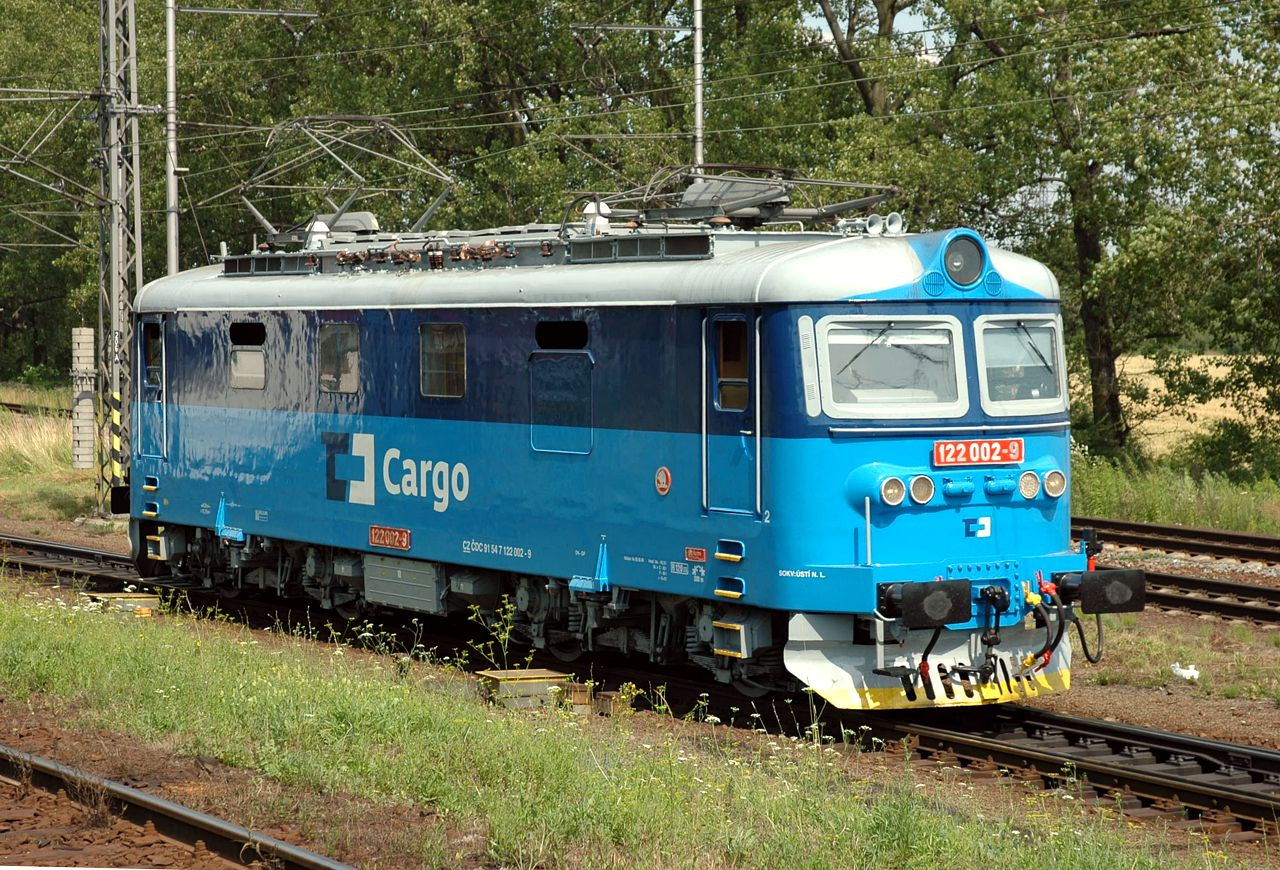
Lokomotiva 122.002 ve firemním nátěru ČD Cargo

V letech 2009–2010 vyjelo na koleje sedm lokomotiv řady 230, které prošly rozsáhlou modernizací ve společnosti Pars nova. Při ní byl dosazen nový vakuový hlavní vypínač, procesorový řídicí systém, LED osvětlení, byly dosazeny nové ergonomické pulty stanovišť strojvedoucího s pákovými kontroléry, radiostanice s GSM-R, systém měření elektrické energie, klimatizace stanovišť a zabezpečovač Mirel VZ1. Ten umožnil provoz nejen v České republice a na Slovensku, ale po absolvování schvalovacího procesu i v Maďarsku, kam od té doby lokomotivy pravidelně zajíždějí. V roce 2010 byla v SOKV České Budějovice dokončena první lokomotiva řady 218, která umožňovala manipulaci elektrickou lokomotivou na tratích, vlečkách a staničních kolejích bez trolejového vedení. Původně takové požadavky plnila lokomotiva řady 210 s připojeným bateriovým vozem, ale řešení v podobě lokomotivy řady 218 bylo praktičtější.[zdroj?]

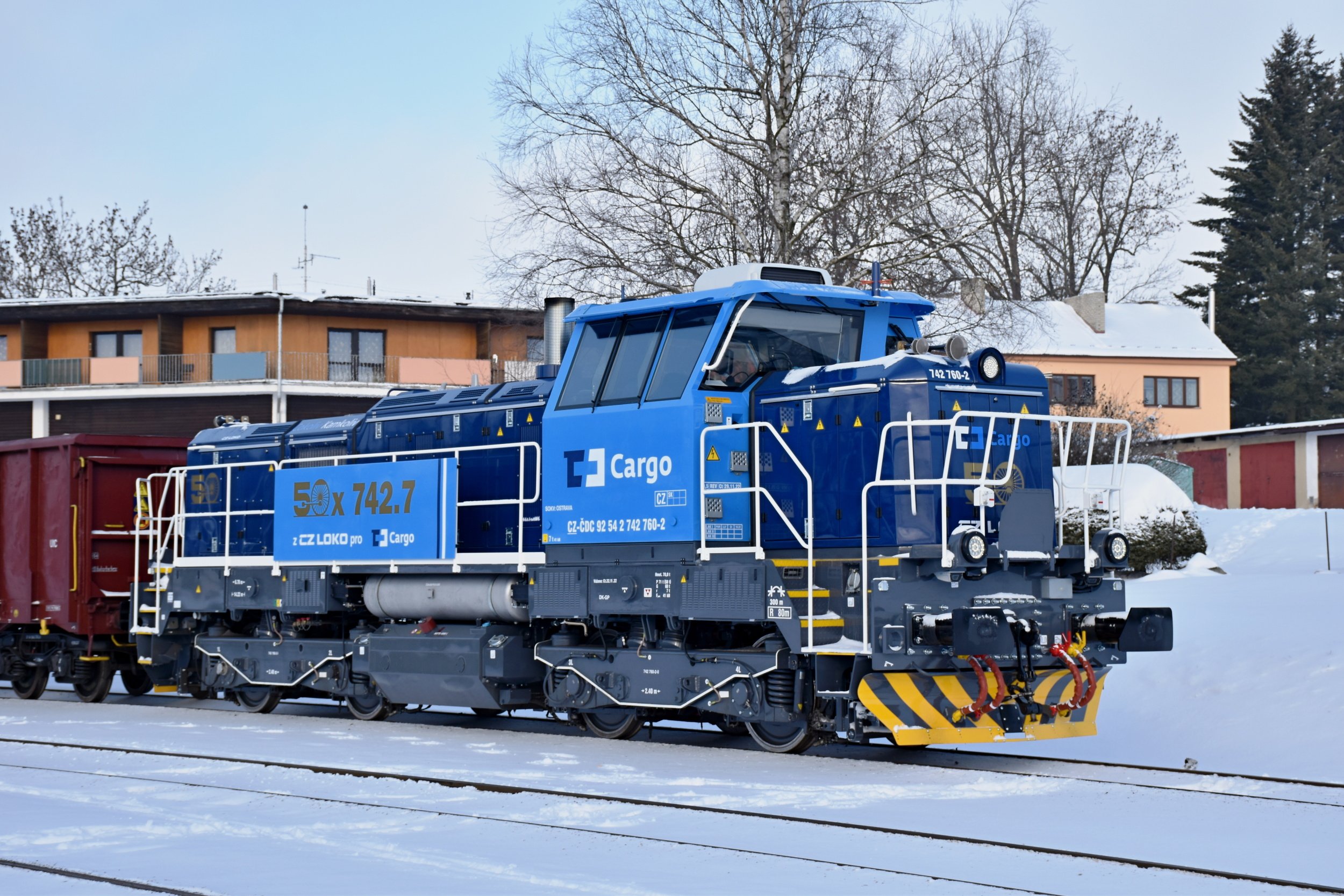
Lokomotiva 742.760 se od ostatních strojů ČD Cargo této řady odlišuje svým nátěrem.

V témže roce začaly modernizace tří lokomotiv řady 708 a společnost CZ LOKO dodala jednu lokomotivu 742.7. Modernizace lokomotiv řady 708 spočívala v remotorizaci motorem Caterpillar C13 s výkonem 300 kW, kdy zároveň prošlo modernizací i stanoviště strojvedoucího. Naopak modernizace lokomotivy 742 na typ 742.71 znamenala zachovat z původní lokomotivy pouze holý rám a podvozky. Použitá koncepce modernizace nebyla zcela nová, vycházela z koncepce použité u modernizovaných lokomotiv řady 741.7, které CZ LOKO vyrábělo v letech 2009–2011 pro jiné dopravce. V prosinci roku 2022 převzalo ČD Cargo padesátou lokomotivu řady 742.71.[zdroj?]
Při svém vzniku vlastnila společnost ČD Cargo 30 lokomotiv řady 163. Vzhledem k požadavkům ze strany provozu na zvýšení počtu dvousystémových lokomotiv bylo rozhodnuto o jejich přestavbě na řadu 363.5 s možností jezdit nejen po všech tratích v České republice, ale i na Slovensku a v dalších zemích s trakční soustavou 25 kV. V roce 2011 začaly ze závodu Pars nova Šumperk vyjíždět první rekonstruované lokomotivy této řady, které zajíždějí i do Maďarska.[zdroj?]
Další významnou modernizací prošlo prozatím 21 lokomotiv nejrozšířenější řady 742. Změny provedené na lokomotivě se týkaly hlavně zadní kapoty lokomotivy, kde byl umístěn nový elektrický rozvaděč. Ten byl celý nově zkonstruovaný a byla v něm umístěna většina elektrické výzbroje. Dále byly provedeny úpravy související s instalací sníženého představku. Snížení zadní kapoty umožnilo upravit zadní čelo kabiny, které bylo osazeno velkým čelním oknem s negativním sklonem z důvodu zamezení zrcadlení. Tím byly výrazně zlepšeny rozhledové poměry z lokomotivy alespoň v jednom směru jízdy, což bylo při provozu ve dvojčlenném řízení dostačující.[zdroj?]

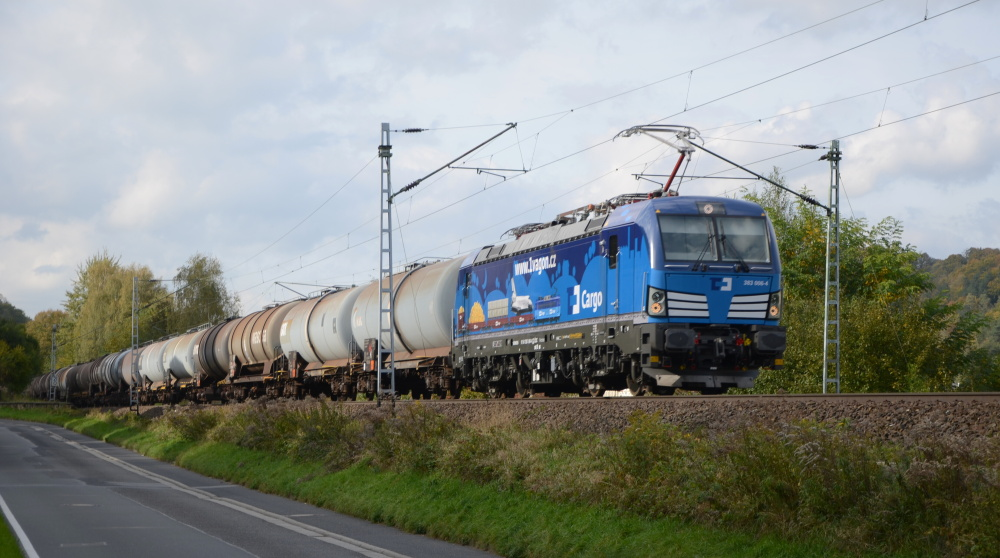
Lokomotiva 383.006 s nákladním vlakem u stanice Krippen

13. dubna 2016 byla slavnostně podepsána smlouva mezi ČD Cargo a společností Siemens Česká republika na dodávku prvních pěti interoperabilních lokomotiv řady 383 Vectron. V základním provedení pro ČD Cargo jsou lokomotivy vybaveny pro provoz v Německu, Polsku, Česku, Slovensku, Rakousku, Maďarsku a Rumunsku, což umožnilo výrazně zrychlit přeshraniční přepravu. Jednoduchou úpravou lze lokomotivy přizpůsobit k provozu v dalších zemích. První lokomotiva Vectron v korporátních barvách ČD Cargo, 383.001, byla veřejnosti představena v červnu 2016 na mezinárodním veletrhu Czech Raildays v Ostravě. Dnes[kdy?] je v lokomotivním parku zařazeno již 12 Vectronů, další Vectrony si společnost najímá.[zdroj?]

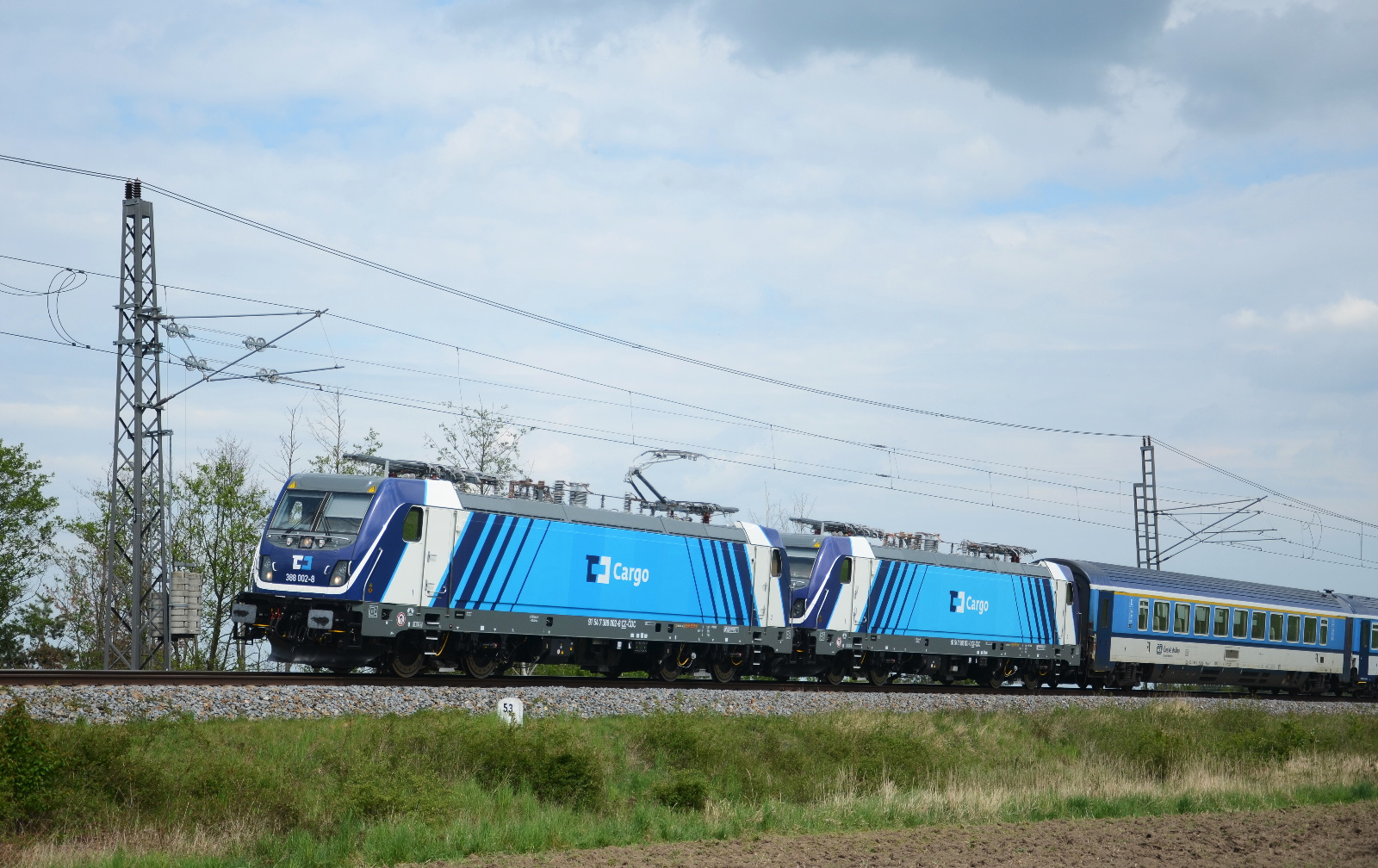
Testovací jízdy lokomotiv 388.001 a 002 na zkušebním okruhu ve Velimi

Souběžně s dodávkou lokomotiv 383 ČD Cargo zakoupilo od své mateřské společnosti 31 strojů řady 163, které se pro výkony v osobní dopravě staly nepotřebnými z důvodu postupného nasazování elektrických jednotek. Ty nahradily část nejstarších provozovaných lokomotiv řady 122. Část jich je polonizována a provozována opět ve spolupráci s dceřinou společností CD Cargo Poland.[zdroj?]

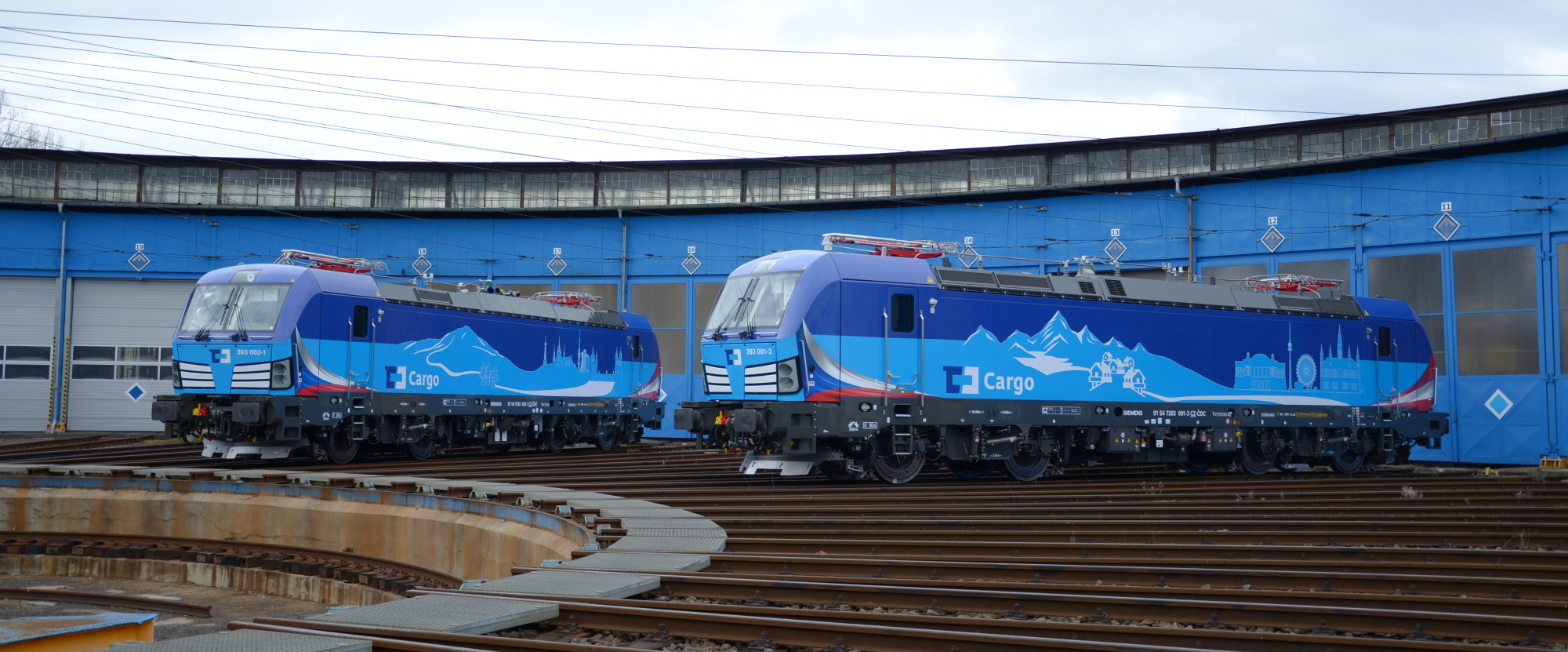
Lokomotivy řady 393 jsou nasazovány zejména na výkony v Rakousku

V roce 2018 bylo rozhodnuto o nákupu a modernizaci dalších lokomotiv. Park ČD Cargo byl od roku 2019 obohacen o 50 modernizovaných lokomotiv 742.71 (dodávka dokončena na přelomu let 2022 a 2023), 12 nových lokomotiv řady 744.1 (poslední kus dodán v březnu 2025) a 4 řady 753.6.[zdroj?] Do roku 2021 ČD Cargo obdrželo deset interoperabilních lokomotiv Bombardier TRAXX MS3 označených řadou 388 a objednalo si dalších deset kusů. 10. prosince 2021 získal MS3 typové schválení od ERA.

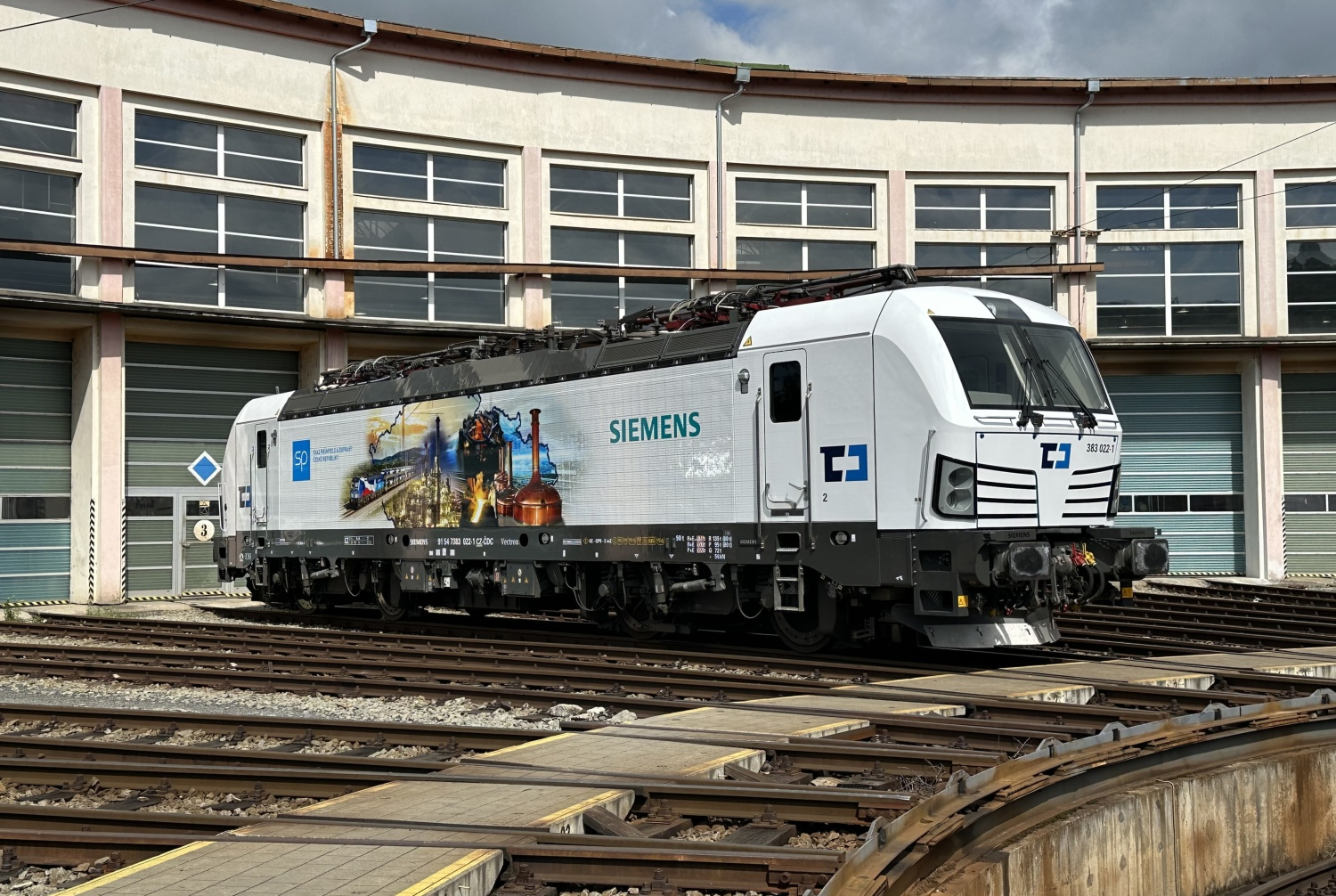
Lokomotiva 383.022 ČD Cargo s polepem symbolizujícím propojení průmyslu a železniční nákladní dopravy.

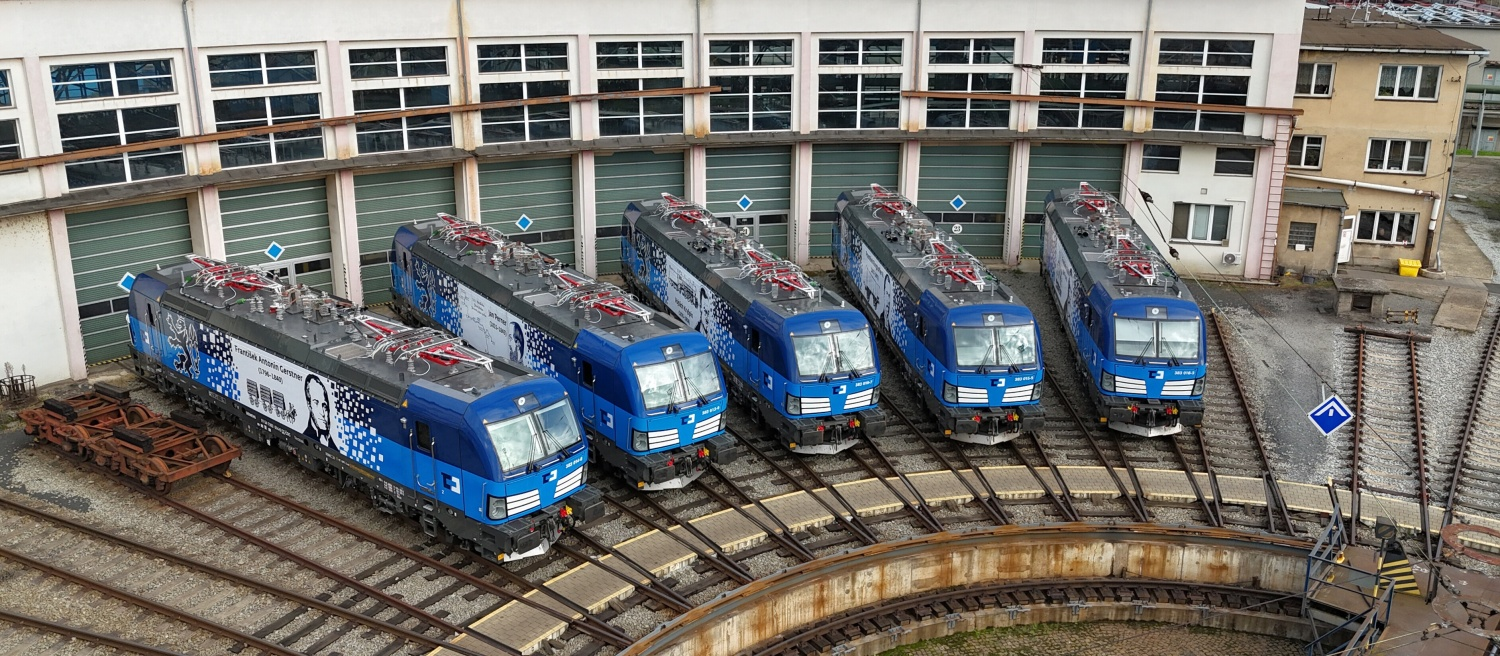
Pětice lokomotiv řady 383 ČD Cargo s polepy připomínajícími osobnosti české železniční historie

Ke konci roku 2023 tvořilo park moderních interoperabilních lokomotiv 16 lokomotiv řady 388 TRAXX 3MS, 12 lokomotiv Vectron řady 383 a 2 lokomotivy Vectron řady 393 zařazené do lokomotivního parku v březnu 2023. Novinkou v lokomotivním parku jsou i stroje řady 242 od Českých drah.[zdroj?]

## Vedení společnosti a organizační struktura

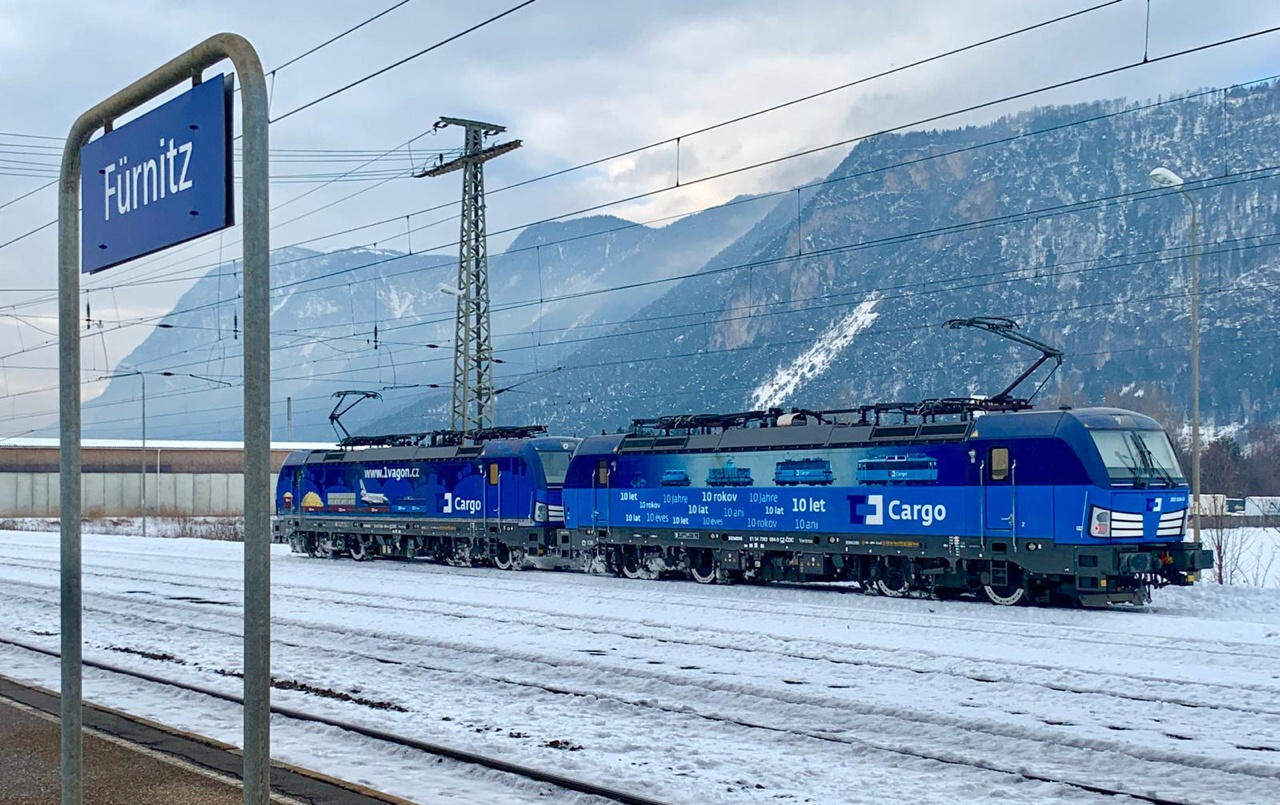
Lokomotivy 383.004 a 383.006 ve stanici Fürnitz po odstoupení z vlaku s betonovými prefabrikáty z České republiky

Společnost ČD Cargo je řízena tříčlenným představenstvem, v čele s předsedou. Dalšími řídicími orgány společnosti jsou dozorčí rada a výbor pro audit. ČD Cargo se dále člení na jednotky organizační struktury (JOS). Jednotku na centrální úrovni reprezentuje generální ředitelství (GŘ), výkonnou úroveň pak oblastní provozní ředitelství (OPŘ, do roku 2024 Provozní jednotky – PJ) s podřízenými provozními pracovišti (PP) a střediska oprav kolejových vozidel (SOKV) s podřízenými opravnami kolejových vozidel (OKV), odúčtovna přepravních tržeb (OPT), řízení provozu Česká Třebová (ŘP), Pobočka Rakousko (ČD Cargo Niederlassung Wien) a Pobočka Německo (ČD Cargo Neiderlassung Germany).
Statutárním orgánem společnosti je představenstvo.
Dozorčí rada v rámci své působnosti mimo jiné dohlíží na výkon působnosti představenstva a uskutečňování podnikatelské činnosti společnosti, vyjadřuje se ke zprávě o podnikatelské činnosti společnosti a stavu jejího majetku určené k projednání valnou hromadou, vyjadřuje se k návrhu ročního podnikatelského plánu včetně podnikatelské strategie určeného ke schválení valnou hromadou.[zdroj?]

### Představenstvo
Při vzniku společnosti (tj. 1. prosince 2007) usedl do čela představenstva Josef Bazala, který v té době současně působil v Českých drahách jako předseda představenstva a generální ředitel.
Bazala byl současně s celým představenstvem (jehož členy byli Rodan Šenekl, Václav Andrýsek a Bogdan Heczko) odvolán na valné hromadě společnosti, která se uskutečnila 16. června 2010. Důvodem odvolání bylo údajné špatné hospodaření firmy a špatná spolupráce s mateřskou společností. Odvolaný Bazala však tyto důvody odmítl a ztrátové hospodaření zdůvodnil světovou ekonomickou krizí. Nové představenstvo se skládalo z generálního ředitele Českých drah Petra Žaludy a jeho náměstků Michala Nebeského a Milana Matzenauera. Nikdo z uvedených členů představenstva však nebyl odborně způsobilý z hlediska požadavků Zákona o drahách, takže firmě hrozlo odebrání licence k provozování drážní dopravy. Tím by byla fakticky znemožněna stěžejní činnost společnosti. Problém byl vyřešen dosazením odborového předáka Petra Bazgera, který byl odborně způsobilou osobou, do představenstva.
24. srpna 2010 nahradil Žaludu ve funkci předsedy představenstva Jiří Vodička, který měl tuto funkci zastávat jako krizový manažer do doby výběru nového předsedy představenstva, který měl vzejít z mezinárodního výběrového řízení.
Dne 22. června 2011 byl Vodička kvůli vyplácení vysokých odměn podřízeným odvolán a nahrazen Gustavem Slamečkou.
9. října 2012 se předsedou představenstva stal Petr Žaluda, kterého 26. srpna 2013 nahradil ve funkci Oldřich Mazánek.
Od 3. listopadu 2014 stál v čele společnosti ČD Cargo Ivan Bednárik, dalšími členy představenstva byli Radek Dvořák a Zdeněk Škvařil (odpovědnost za provoz). Vedení společnosti dále tvořil výkonný ředitel Tomáš Tóth, obchodní ředitel Bohumil Rampula a finanční ředitel Robert Heděnec.[zdroj?]
Dne 4. prosince 2020 byl z pozice předsedy představenstva odvolán pan Ivan Bednárik (zvolen předsedou představenstva Českých drah).
Od prosince 2020 je předsedou představenstva ČD Cargo Tomáš Tóth.
Členy představenstva v roce 2022 byli: Tomáš Tóth (předseda představenstva), Zbyszek Waclawik a Martin Svojanovský.
Usnesením č. 11205/2025 ze dne 1. dubna 2025 jediný akcionář České dráhy, a.s., při výkonu působnosti valné hromady společnosti ČD Cargo, a.s., s okamžitou platností odvolal k 1. dubnu 2025 z funkce člena představenstva pana Zbyszka Wacławika a s účinností od 1. dubna 2025 zvolil do funkce člena představenstva Ing. Roberta Heděnce .

### Dozorčí rada
Předsedou dozorčí rady se stal poslanec ODS Oldřich Vojíř. V srpnu 2010 nahradil tehdy již bývalého poslance Vojíře v čele dozorčí rady šéf Českých drah Petr Žaluda.
Od 31. srpna 2022 je předsedou dozorčí rady Michal Krapinec, předseda představenstva ČD, a.s.

## Dceřiné společnosti, resp. společnosti s majetkovou účastí ČD Cargo

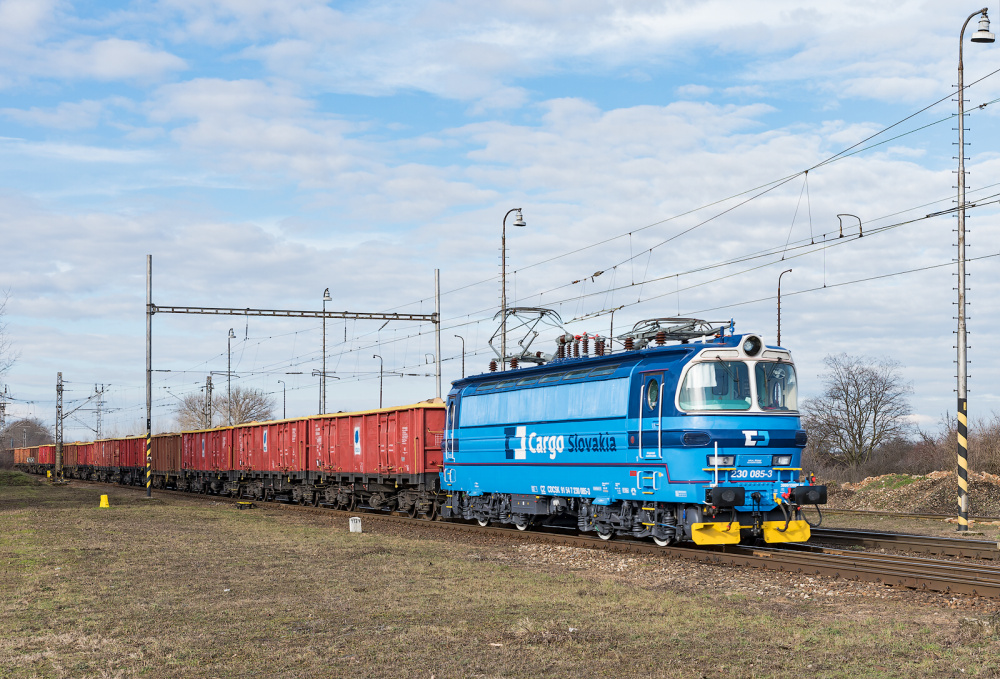
Vlak CD Cargo Slovakia

Součástí ČD Cargo jsou následující dceřiné společnosti, z nichž některé původně patřily do majetku ČD:

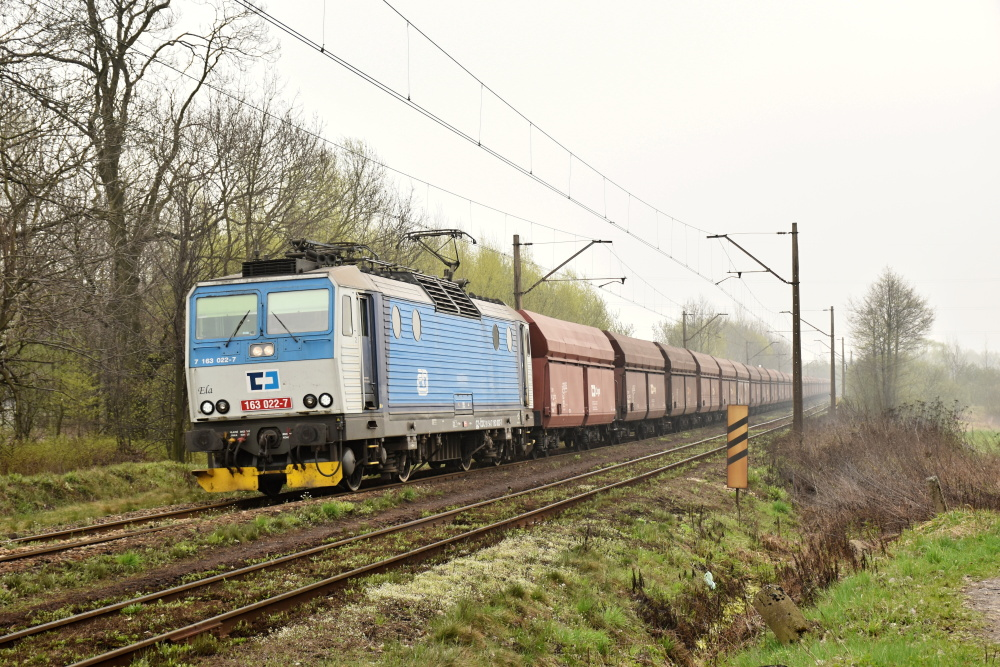
Vlak CD Cargo Poland

- CD Cargo Germany GmbH (podíl ČD Cargo 100 %) – vlastní 100% podíl ve společnosti CD Cargo Austria GmbH
- CD Cargo Poland Sp. z o.o. (podíl ČD Cargo 100 %)
- CD Cargo Slovakia, s.r.o. (podíl ČD Cargo 100 %) – vlastní 100% podíl ve společnosti CD Cargo Hungary Kft.
- ČD Cargo Adria d.o.o. (podíl ČD Cargo 100 %) [33]
- Terminal Brno, a.s. (podíl ČD Cargo 66,93 %)
- ČD Cargo Logistics, a.s. (podíl ČD Cargo 100 %)
- ČD-DUSS Terminál, a.s. (podíl ČD Cargo 51 %)
- Raillex, a.s. (podíl ČD Cargo 50 %)
- Ostravská dopravní společnost, a.s. (podíl ČD Cargo 50 %)
- Ostravská dopravní společnost – Cargo, a.s. (podíl ČD Cargo 20 %)
- Bohemiakombi, spol. s r.o. (podíl ČD Cargo 30 %)
- Bureau Central de Clearing Bruxelles BCC (podíl ČD Cargo 3,36 %)
- Auto Terminal Nymburk, s.r.o. – činnost společnosti ukončena, 3. srpna 2021 společnost vymazána z OR
- Terminál Nymburk s.r.o. (podíl ČD Cargo 15 %)

## Technologie Innofreight

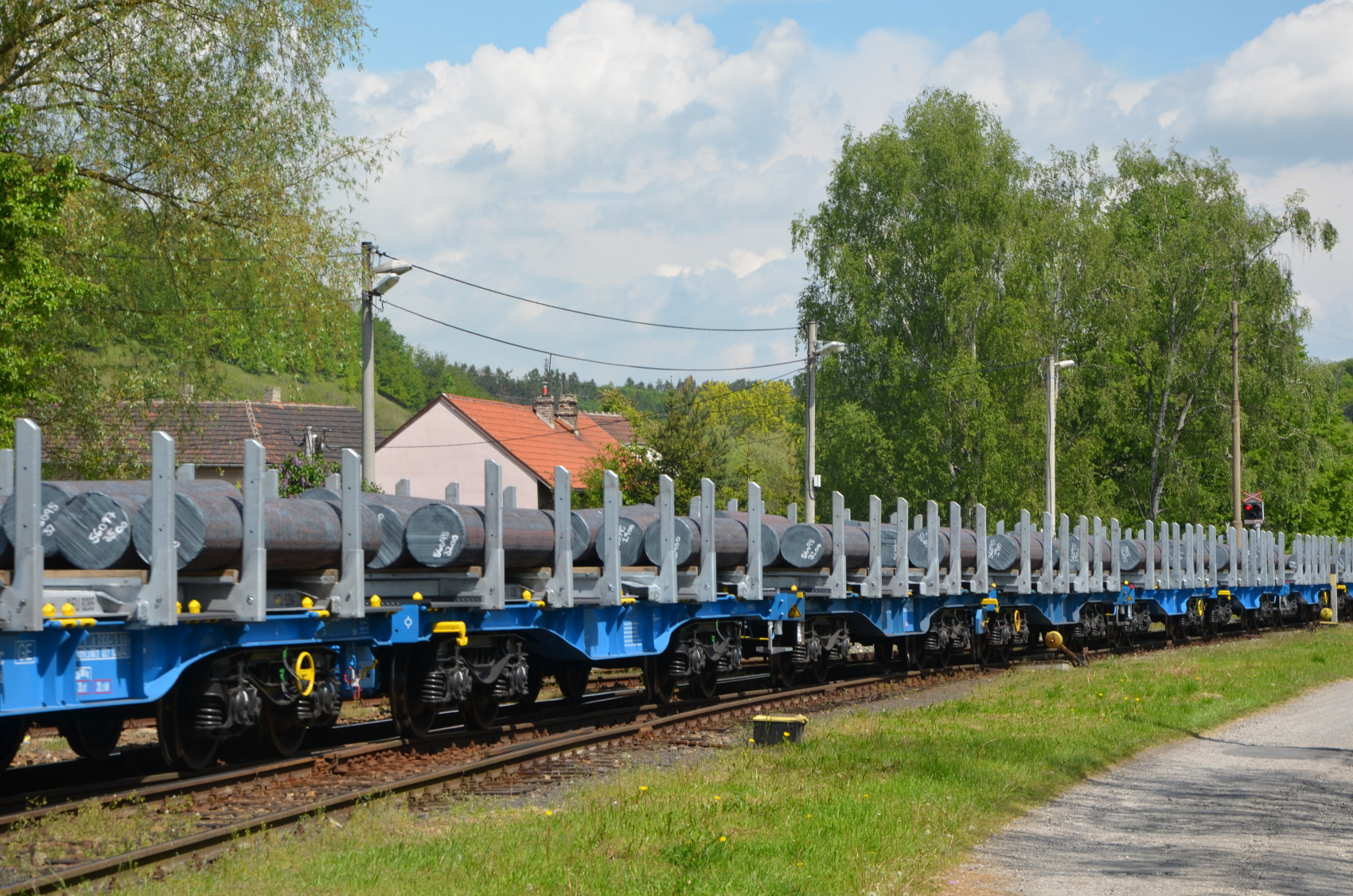
Přeprava hutních polotovarů na tzv. SteelPalette probíhá téměř každý den mezi Třincem a Kladnem-Dubí

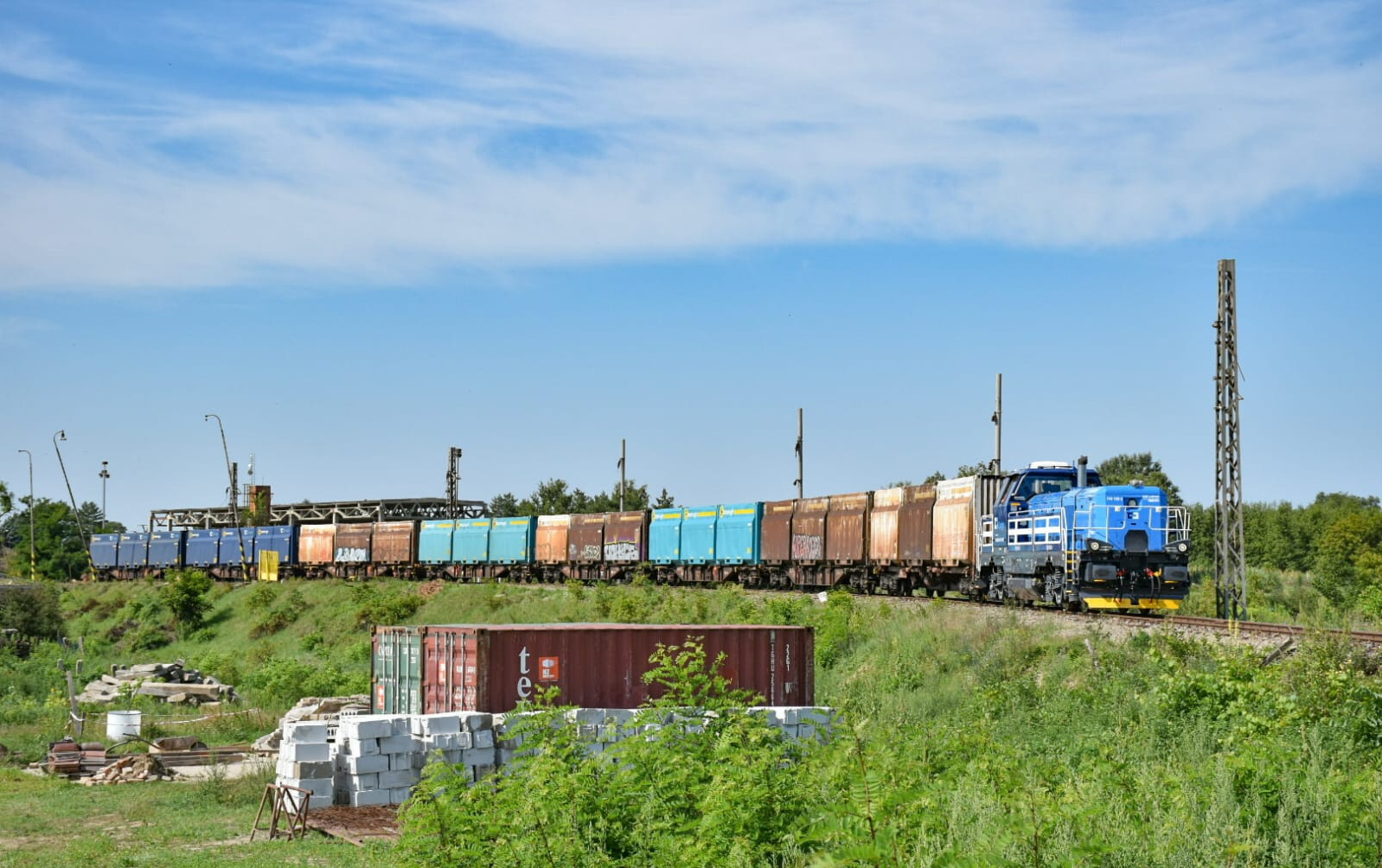
S pomocí technologie Innofreight byl realizován rovněž odvoz odpadů z tornádem postižené oblasti Jižní Moravy k dalšímu zpracování do Mostu

ČD Cargo již 15 let[kdy?] spolupracuje s rakouskou společností Innofreight a nabízí zákazníkům tuto inovativní technologii pro přepravy širokého spektra zboží.[zdroj?]

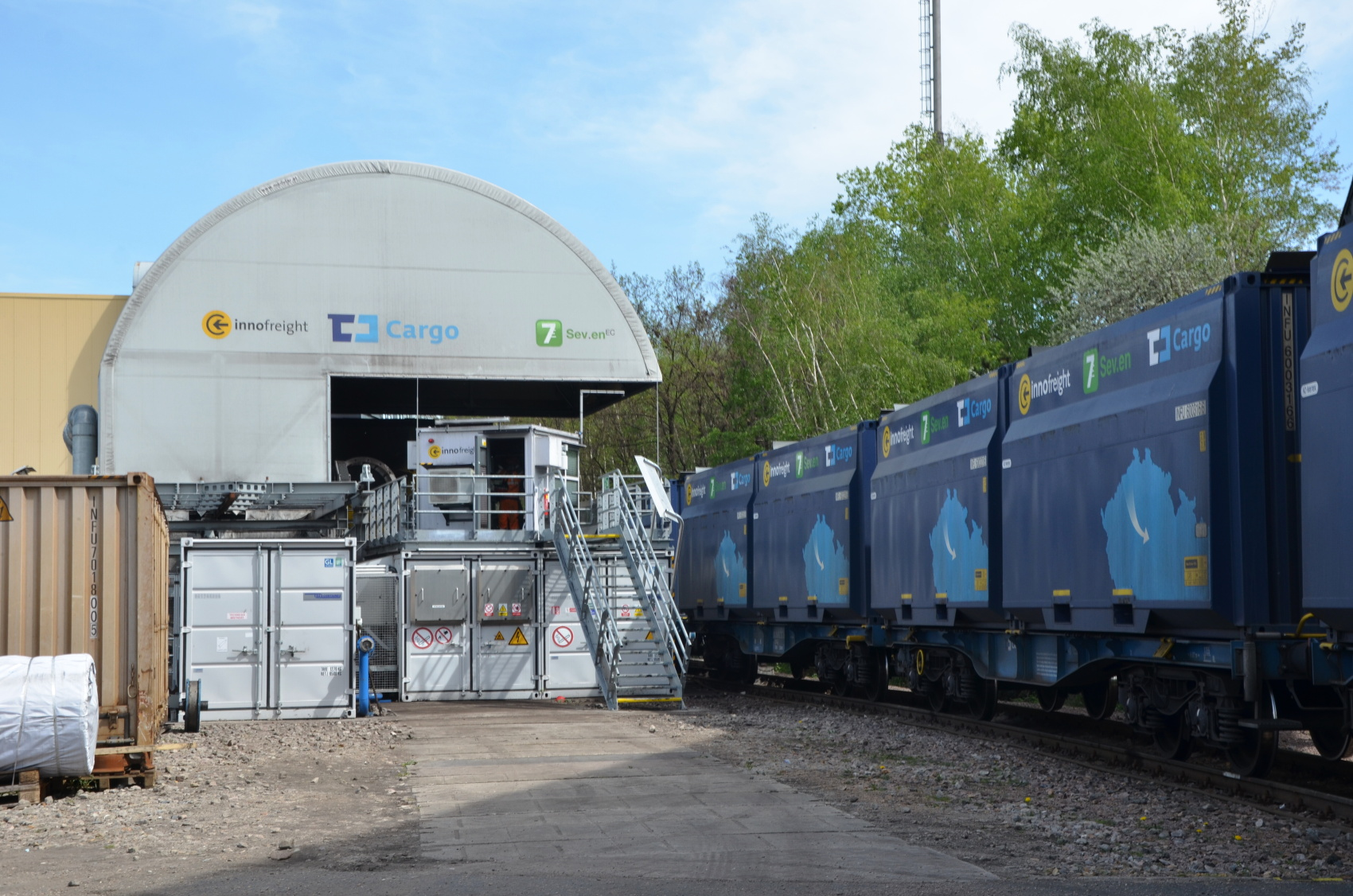
Vykládka MonTainerů s hnědým uhlím na stacionárním vykladači v elektrárně Chvaletice

Zákazníci ČD Cargo mají k dispozici širokou škálu nástaveb umožňující přeprav téměř všech druhů zboží. Co se týče intermodálních vozů, tak u ČD Cargo jsou používány jak běžné vozy řad Sgs, Sgnss nebo Sgjs, tak nové moderní vozy řad Sggrrs nebo Sggmrrs, tzv. InnoWaggony, jejichž koncept byl vyvinutý v letech 2011–2013. Hlavní výhodou těchto vozů o různé délce (nejčastěji 80' nebo 90') je jejich jednoduchost, nízká hmotnost a univerzálnost. Výhodou technologie Innofreight je rovněž jednoduchost, rychlost a bezpečnost vykládky. Ta je v případě WoodTainerů a nástaveb podobné konstrukce prováděna speciálním vidlicovým vozíkem s otočným mechanismem.[zdroj?]
Přepravovány jsou následující komodity:
- dřevní štěpka (energetická i papírenská)
- hnědé a černé uhlí
- koks
- odpadní zeminy, kaly
- odsiřovací vápenec
- energosádrovec
- dřevo
- hutní polotovary
- svitky plechů

## Podíl na trhu
V roce 2008, tedy v prvním roce samostatné existence, mělo ČD Cargo podíl na trhu železniční nákladní dopravy 92,28 %, postupně pak podíl klesal až na 63,49 % v roce 2017 (podle hrubých tunových kilometrů). V roce 2020 dosáhl podíl ČD Cargo hodnoty 58,6 % (v hrtkm). V roce 2022 činil tento podíl 58,43 %. V roce 2024 dosáhl podíl ČD Cargo na tuzemském železničním trhu hodnoty 50,98 %. Za poklesem tržního podílu stál především pokles přeprav pevných paliv, zejména hnědého uhlí, ztráta přeprav pro společnost Liberty Steel Ostrava, pokles přeprav kalamitního dřeva a obecně ztráta přeprav jednotlivých vozových zásilek.